# Atak mrozu w zachodnich Stanach Zjednoczonych (2007)
Atak mrozu w zachodnich Stanach Zjednoczonych – fala mrozów, która swoim zasięgiem objęła trzy stany na zachodnim wybrzeżu USA (Kalifornia, Oregon, Waszyngton) i trwała od 12 stycznia do 18 stycznia 2007 roku. Arktyczny niż baryczny ulokował się daleko na zachodzie, powodując wystąpienie rekordowo niskich temperatur, wyrządzając straty na plantacjach cytrusów w Kalifornii oraz zaleganie warstwy śniegu w południowej części tego stanu.

## Warunki pogodowe
Niezwykle łagodna zima w wielu regionach południowo-zachodnich stanach i na Wybrzeżu Północno-Zachodnim spowodowała, że zimne powietrze arktyczne dotarło daleko na zachód, przynosząc ze sobą ochłodzenie i opady śniegu w południowej Kalifornii i San Joaquin Valley. W grudniu w południowej Kalifornii panowały suche warunki, z niezwykle ciepłą pogodą i niewielkim zachmurzeniem. W Los Angeles średnia temperatura dla tego miesiąca była wyższa o 3 stopnie. Nad Wybrzeżem Północno-Zachodnim wystąpiły ogromne opady deszczu, powodując powodzie w Waszyngtonie i Oregonie. Temperatura zaczęła spadać poniżej średniej 11 stycznia w San Joaquin Valley i 12 stycznia w południowej Kalifornii. Pierwsze przymrozki wystąpiły w San Joaquin Valley, około północy dnia 13 stycznia. W tym czasie wschodnie i środkowe stany zostały nawiedzone przez burzę lodową.

## Skutki

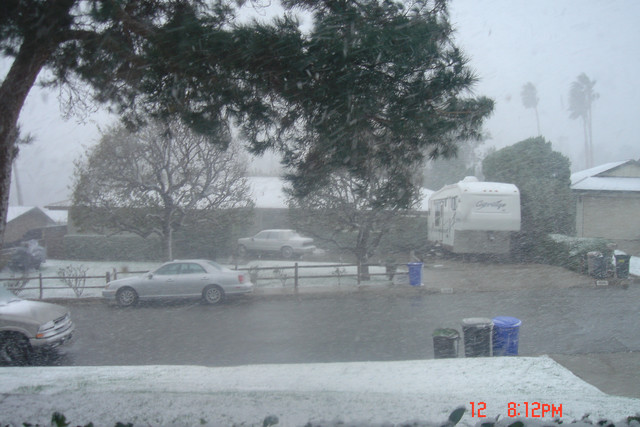
Opady śniegu w San Bernardino.

Atak zimnego powietrza nastąpił w dniach od 13 stycznia do 18 stycznia 2007 roku i objęła swoim zasięgiem kilka obszarów w Kalifornii, Oregonie i Waszyngtonie. 

### Południowa Kalifornia
Obszar Południowej Kalifornii rzadko jest nawiedzany przez opady śniegu. 17 stycznia przyniósł opady śniegu w Malibu i zachodnim Los Angeles. Choć najzimniej było w okresie od 14 do 16 stycznia, opady w tych dniach nie wystąpiły. 14 stycznia w Los Angeles odnotowano temperaturę 2 °C, taką samą temperaturę odnotowano w San Diego. W Lancaster odnotowano temperaturę -16 °C. Wiele dróg oraz międzystanowa autostrada nr 5 zostały zamknięte z powodu opadów śniegu, zdarzyło się również kilka wypadków w wyniku pojawienia się gołoledzi.
Innym skutkiem fali mrozów w południowej Kalifornii było obumieranie palm i innej tropikalnej roślinności.

### San Joaquin Valley
San Joaquin Valley jest największym w Stanach Zjednoczonych regionem, gdzie uprawiane są cytrusy. Wrażliwe na zimno rośliny, takie jak: pomarańcze, cytryny, awokado i kwiaty w znacznym stopniu ucierpiały. W Los Banos odnotowano temperaturę -6 °C w dniach 14 i 15 stycznia. Szacuje się, że około 75% upraw roślin cytrusowych zostało zniszczonych przez fale mrozów. Straty w tym obszarze zostały wycenione na 1 mld USD. Gubernator stanu Arnold Schwarzenegger wniósł wniosek o pomoc do rządu federalnego.

### Waszyngton i Oregon
Stany te są o wiele lepiej przygotowane do niskich temperatur, ponieważ częściej występują tu takie warunki. W Seattle, dnia 14 stycznia temperatura powietrza wynosiła -8.3 °C. Podczas burzy śnieżnej (16 i 17 stycznia) odnotowano rekordowe opady śniegu, w obydwóch stanach pokrywa śniegu w dolinach osiągała 30 cm, a w rejonach górskich 130 cm. Zjawisko to było korzystne dla ośrodków narciarskich położonych w Górach Kaskadowych oraz Sierra Nevada.